# Китай на літніх Олімпійських іграх 2024
Китай на літніх Олімпійських іграх 2024 представляли триста вісімдесят вісім спортсменів у тридцяти трьох видах спорту.

## Медалісти
| Медаль | Ім'я                                                                                 | Вид спорту                      | Дисципліна                                       | Дата      |
| ------ | ------------------------------------------------------------------------------------ | ------------------------------- | ------------------------------------------------ | --------- |
| 1      | Хуан Ютін Шен Ліхао                                                                  | Стрільба                        | пневматична гвинтівка, 10 метрів (мікст)         | 27 липня  |
| 1      | Чан Яні Чень Ївень                                                                   | Стрибки у воду                  | синхронний трамплін, 3 метри (жінки)             | 27 липня  |
| 1      | Сє Юй                                                                                | Стрільба                        | пневматичний пістолет, 10 метрів (чоловіки)      | 28 липня  |
| 1      | Лянь Цзюньцзє Ян Хао                                                                 | Стрибки у воду                  | синхронна вишка, 10 метрів (чоловіки)            | 29 липня  |
| 1      | Шен Ліхао                                                                            | Стрільба                        | пневматична гвинтівка, 10 метрів (чоловіки)      | 29 липня  |
| 1      | Ван Чуцинь Сунь Їнша                                                                 | Настільний теніс                | Змішаний парний розряд                           | 30 липня  |
| 1      | Чень Юйсі Цюань Хунчань                                                              | Стрибки у воду                  | синхронна вишка, 10 метрів (жінки)               | 31 липня  |
| 1      | Ден Явень                                                                            | Велоспорт                       | BMX-фрістайл (жінки)                             | 31 липня  |
| 1      | Пань Чжаньле                                                                         | Плавання                        | 100 метрів вільним стилем (чоловіки)             | 31 липня  |
| 1      | Лю Юйкунь                                                                            | Стрільба                        | гвинтівка з трьох положень, 50 метрів (чоловіки) | 1 серпня  |
| 1      | Ян Цзяюй                                                                             | Легка атлетика                  | спортивна ходьба на 20 кілометрів (жінки)        | 1 серпня  |
| 1      | Лун Даої Ван Цзунюань                                                                | Стрибки у воду                  | синхронний трамплін, 3 метри (чоловіки)          | 2 серпня  |
| 1      | Чжен Сівей Гуан Якьон                                                                | Бадмінтон                       | Змішаний парний розряд                           | 2 серпня  |
| 1      | Чень Мен                                                                             | Настільний теніс                | Одиночний розряд (жінки)                         | 3 серпня  |
| 1      | Чень Цинчень Цзя Іфань                                                               | Бадмінтон                       | парний розряд (жінки)                            | 3 серпня  |
| 1      | Чжен Ціньвень                                                                        | Теніс                           | Одиночний розряд (жінки)                         | 3 серпня  |
| 1      | Фань Чженьдун                                                                        | Настільний теніс                | одиночний розряд (чоловіки)                      | 4 серпня  |
| 1      | Лю Ян                                                                                | Гімнастика                      | кільця (чоловіки)                                | 4 серпня  |
| 1      | Сюй Цзяюй Цінь Хайян Сунь Цзяцзюнь Пань Чжаньле Ван Чанхао[a]                        | Плавання                        | 4x100 метрів комплексом (чоловіки)               | 4 серпня  |
| 1      | Лі Юехун                                                                             | Стрільба                        | швидкісний пістолет, 25 метрів (чоловіки)        | 5 серпня  |
| 1      | Цзоу Цзиньюань                                                                       | Гімнастика                      | паралельні бруси (чоловіки)                      | 5 серпня  |
| 1      | Цюань Хунчань                                                                        | Стрибки у воду                  | вишка, 10 метрів (жінки)                         | 6 серпня  |
| 1      | Лі Фабінь                                                                            | Важка атлетика                  | до 61 кг (чоловіки)                              | 7 серпня  |
| 1      | Чан Хао Фен Юй Ван Циюе Ван Люї Ван Цяньї Сян Біньсюань Сяо Яньнін Чжан Яї           | Артистичне плавання             | групи                                            | 7 серпня  |
| 1      | Хоу Чжихуей                                                                          | Важка атлетика                  | до 49 кг (жінки)                                 | 7 серпня  |
| 1      | Лю Хао Цзі Бовень                                                                    | Веслування на байдарках і каное | каное-двійки, 500 метрів (чоловіки)              | 8 серпня  |
| 1      | Сє Сиї                                                                               | Стрибки у воду                  | трамплін, 3 метри (чоловіки)                     | 8 серпня  |
| 1      | Ло Шифан                                                                             | Важка атлетика                  | до 59 кг (жінки)                                 | 8 серпня  |
| 1      | Чан Юань                                                                             | Бокс                            | до 54 кг (жінки)                                 | 8 серпня  |
| 1      | Сюй Шисяо Сунь Мен'я                                                                 | Веслування на байдарках і каное | каное-двійки, 500 метрів (жінки)                 | 9 серпня  |
| 1      | Чень Ївень                                                                           | Стрибки у воду                  | трамплін, 3 метри (жінки)                        | 9 серпня  |
| 1      | Фань Чженьдун Ма Лун Ван Чуцинь                                                      | Настільний теніс                | командна першість (чоловіки)                     | 9 серпня  |
| 1      | У Юй                                                                                 | Бокс                            | до 50 кг (жінки)                                 | 9 серпня  |
| 1      | Лю Хуаньхуа                                                                          | Важка атлетика                  | до 102 кг (чоловіки)                             | 10 серпня |
| 1      | Дін Синьї Ґо Ціці Хао Тін Хуан Чжанцзяян Пу Яньчжу Ван Ланьцзин                      | Гімнастика                      | групове багатоборство в художній гімнастиці      | 10 серпня |
| 1      | Цао Юань                                                                             | Стрибки у воду                  | вишка, 10 метрів (чоловіки)                      | 10 серпня |
| 1      | Чень Мен Сунь Їнша Ван Маньюй                                                        | Настільний теніс                | командна першість (жінки)                        | 10 серпня |
| 1      | Ван Люї Ван Цяньї                                                                    | Артистичне плавання             | Дуети                                            | 10 серпня |
| 1      | Лі Цянь                                                                              | Бокс                            | до 75 кг (жінки)                                 | 10 серпня |
| 1      | Лі Веньвень                                                                          | Важка атлетика                  | понад 81 кг (жінки)                              | 11 серпня |
| 2      | Ань Цисюань Лі Цзямань Ян Сяолей                                                     | Стрільба з лука                 | командна першість (жінки)                        | 28 липня  |
| 2      | Хуан Ютін                                                                            | Стрільба                        | пневматична гвинтівка, 10 метрів (жінки)         | 29 липня  |
| 2      | Лю Ян Су Вейде Сяо Жотен Чжан Бохен Цзоу Цзиньюань                                   | Гімнастика                      | командна першість (чоловіки)                     | 29 липня  |
| 2      | Сюй Цзяюй                                                                            | Плавання                        | 100 метрів на спині (чоловіки)                   | 29 липня  |
| 2      | Тан Цяньтін                                                                          | Плавання                        | 100 метрів брасом (жінки)                        | 29 липня  |
| 2      | Ці Їн                                                                                | Стрільба                        | трап (чоловіки)                                  | 30 липня  |
| 2      | Чжан Бохен                                                                           | Гімнастика                      | абсолютна першість (чоловіки)                    | 31 липня  |
| 2      | Ван Цзисай                                                                           | Гімнастика                      | стрибки на батуті серед чоловіків                | 2 серпня  |
| 2      | Ван Сіньюй Чжан Чжичжень                                                             | Теніс                           | Змішаний парний розряд                           | 2 серпня  |
| 2      | Сунь Їнша                                                                            | Настільний теніс                | Одиночний розряд (жінки)                         | 3 серпня  |
| 2      | Лю Шеншу Тань Нін                                                                    | Бадмінтон                       | парний розряд (жінки)                            | 3 серпня  |
| 2      | Цінь Хайян Ян Цзюньсюань Сюй Цзяюй Пань Чжаньле[a] Тан Цяньтін[a] Чжан Юйфей         | Плавання                        | змішана естафета 4x100 метрів комплексом         | 3 серпня  |
| 2      | Цзоу Цзиньюань                                                                       | Гімнастика                      | кільця (чоловіки)                                | 4 серпня  |
| 2      | Цю Ціюан                                                                             | Гімнастика                      | різновисокі бруси (жінки)                        | 4 серпня  |
| 2      | Лян Вейкен Ван Чан                                                                   | Бадмінтон                       | Парний розряд (чоловіки)                         | 4 серпня  |
| 2      | Хе Бінцзяо                                                                           | Бадмінтон                       | Одиночний розряд (жінки)                         | 5 серпня  |
| 2      | Чжоу Яцінь                                                                           | Гімнастика                      | колода (жінки)                                   | 5 серпня  |
| 2      | Фен Бінь                                                                             | Легка атлетика                  | метання диска (жінки)                            | 5 серпня  |
| 2      | Чень Юйсі                                                                            | Стрибки у воду                  | вишка, 10 метрів (жінки)                         | 6 серпня  |
| 2      | Цао Лігуо                                                                            | Боротьба                        | греко-римська боротьба, до 60 кг (чоловіки)      | 6 серпня  |
| 2      | Ян Веньлу                                                                            | Бокс                            | до 60 кг (жінки)                                 | 6 серпня  |
| 2      | Ден Ліцзюань                                                                         | Спортивне скелелазіння          | Лазіння на швидкість (жінки)                     | 7 серпня  |
| 2      | Ґо Цин                                                                               | Тхеквондо                       | до 49 кг (жінки)                                 | 7 серпня  |
| 2      | У Пен                                                                                | Спортивне скелелазіння          | Лазіння на швидкість (чоловіки)                  | 8 серпня  |
| 2      | Ван Цзунюань                                                                         | Стрибки у воду                  | трамплін, 3 метри (чоловіки)                     | 8 серпня  |
| 2      | Жіноча збірна Китаю з хокею на траві                                                 | Хокей на траві                  | жіночий турнір                                   | 9 серпня  |
| 2      | Ян Лю                                                                                | Бокс                            | до 66 кг (жінки)                                 | 9 серпня  |
| 3      | Чен Юйцзє У Цінфен Ян Цзюньсюань Юй Їтін[a] Чжан Юйфей                               | Плавання                        | 4x100 метрів вільним стилем (жінки)              | 27 липня  |
| 3      | Чжан Юйфей                                                                           | Плавання                        | 100 метрів батерфляєм (жінки)                    | 28 липня  |
| 3      | Сяо Жотен                                                                            | Гімнастика                      | абсолютна першість (чоловіки)                    | 31 липня  |
| 3      | Ма Чженьчжао                                                                         | Дзюдо                           | до 78 кг (жінки)                                 | 1 серпня  |
| 3      | Чжан Юйфей                                                                           | Плавання                        | 200 метрів батерфляєм (жінки)                    | 1 серпня  |
| 3      | Ґе Чутун Кун Яці[a] Лі Бінцзє Лю Ясінь Тан Мухань[a] Ян Цзюньсюань                   | Плавання                        | естафета 4x200 метрів вільним стилем (жінки)     | 1 серпня  |
| 3      | Чжан Цюн'юе                                                                          | Стрільба                        | біг на 50 метрів (жінки) rifle three positions   | 2 серпня  |
| 3      | Янь Лан'ю                                                                            | Гімнастика                      | стрибки на батуті серед чоловіків                | 2 серпня  |
| 3      | Ван Шунь                                                                             | Плавання                        | 200 метрів комплексом (чоловіки)                 | 2 серпня  |
| 3      | Чжан Юйфей                                                                           | Плавання                        | 50 метрів вільним стилем (жінки)                 | 4 серпня  |
| 3      | Вань Летянь Тан Цяньтін Чжан Юйфей Ян Цзюньсюань Ван Сюеер[a] Юй Їтін[a] У Цінфен[a] | Плавання                        | естафета 4x100 метрів комплексом (жінки)         | 4 серпня  |
| 3      | Ван Синьцзє                                                                          | Стрільба                        | швидкісний пістолет, 25 метрів (чоловіки)        | 5 серпня  |
| 3      | Чжан Бохен                                                                           | Гімнастика                      | перекладина (чоловіки)                           | 5 серпня  |
| 3      | Цзян Їтін Лю Цзяньлінь                                                               | Стрільба                        | скит (мікст)                                     | 5 серпня  |
| 3      | Мен Ліньдже                                                                          | Боротьба                        | греко-римська боротьба, до 130 кг (чоловіки)     | 6 серпня  |
| 3      | Чжао Цзє                                                                             | Легка атлетика                  | метання молота (жінки)                           | 6 серпня  |
| 3      | Фен Цзиці                                                                            | Боротьба                        | вільна боротьба, до 50 кг (жінки)                | 7 серпня  |
| 3      | Пан Цяньюй                                                                           | Боротьба                        | вільна боротьба, до 53 кг (жінки)                | 8 серпня  |
| 3      | Лян Юшуай                                                                            | Тхеквондо                       | до 68 кг (чоловіки)                              | 8 серпня  |
| 3      | Чан Яні                                                                              | Стрибки у воду                  | трамплін, 3 метри (жінки)                        | 9 серпня  |
| 3      | Сун Цзяюань                                                                          | Легка атлетика                  | штовхання ядра (жінки)                           | 9 серпня  |
| 3      | Хун Кесінь                                                                           | Боротьба                        | вільна боротьба, до 57 кг (жінки)                | 9 серпня  |
| 3      | Лю Цин'ї                                                                             | Брейкданс                       | Бігьорлз                                         | 9 серпня  |
| 3      | Лінь Сіюй                                                                            | Гольф                           | індивідуальна першість (жінки)                   | 10 серпня |

| Медалі за видом спорту          | Медалі за видом спорту | Медалі за видом спорту | Медалі за видом спорту | Медалі за видом спорту |
| ------------------------------- | ---------------------- | ---------------------- | ---------------------- | ---------------------- |
| Вид спорту                      | 1                      | 2                      | 3                      | Загалом                |
| Стрибки у воду                  | 8                      | 2                      | 1                      | 11                     |
| Стрільба                        | 5                      | 2                      | 3                      | 10                     |
| Настільний теніс                | 5                      | 1                      | 0                      | 6                      |
| Важка атлетика                  | 5                      | 0                      | 0                      | 5                      |
| Гімнастика                      | 3                      | 6                      | 3                      | 12                     |
| Бокс                            | 3                      | 2                      | 0                      | 5                      |
| Плавання                        | 2                      | 3                      | 7                      | 12                     |
| Бадмінтон                       | 2                      | 3                      | 0                      | 5                      |
| Артистичне плавання             | 2                      | 0                      | 0                      | 2                      |
| Веслування на байдарках і каное | 2                      | 0                      | 0                      | 2                      |
| Легка атлетика                  | 1                      | 1                      | 2                      | 4                      |
| Теніс                           | 1                      | 1                      | 0                      | 2                      |
| Велоспорт                       | 1                      | 0                      | 0                      | 1                      |
| Спортивне скелелазіння          | 0                      | 2                      | 0                      | 2                      |
| Боротьба                        | 0                      | 1                      | 4                      | 5                      |
| Тхеквондо                       | 0                      | 1                      | 1                      | 2                      |
| Стрільба з лука                 | 0                      | 1                      | 0                      | 1                      |
| Хокей на траві                  | 0                      | 1                      | 0                      | 1                      |
| Брейкданс                       | 0                      | 0                      | 1                      | 1                      |
| Гольф                           | 0                      | 0                      | 1                      | 1                      |
| Дзюдо                           | 0                      | 0                      | 1                      | 1                      |
| Загалом                         | 40                     | 27                     | 24                     | 91                     |

| Медалі за днями | Медалі за днями | Медалі за днями | Медалі за днями | Медалі за днями | Медалі за днями |
| --------------- | --------------- | --------------- | --------------- | --------------- | --------------- |
| День            | Дата            | 1               | 2               | 3               | Загалом         |
| 1               | 27 липня        | 2               | 0               | 1               | 3               |
| 2               | 28 липня        | 1               | 1               | 1               | 3               |
| 3               | 29 липня        | 2               | 4               | 0               | 6               |
| 4               | 30 липня        | 1               | 1               | 0               | 2               |
| 5               | 31 липня        | 3               | 1               | 1               | 5               |
| 6               | 1 серпня        | 2               | 0               | 3               | 5               |
| 7               | 2 серпня        | 2               | 2               | 3               | 7               |
| 8               | 3 серпня        | 3               | 3               | 0               | 6               |
| 9               | 4 серпня        | 3               | 3               | 2               | 8               |
| 10              | 5 серпня        | 2               | 3               | 3               | 8               |
| 11              | 6 серпня        | 1               | 3               | 2               | 6               |
| 12              | 7 серпня        | 3               | 2               | 1               | 6               |
| 13              | 8 серпня        | 4               | 2               | 2               | 8               |
| 14              | 9 серпня        | 4               | 2               | 4               | 10              |
| 15              | 10 серпня       | 6               | 0               | 1               | 7               |
| 16              | 11 серпня       | 1               | 0               | 0               | 1               |
| Загалом         | Загалом         | 40              | 27              | 24              | 91              |

| Медалі за статтю | Медалі за статтю | Медалі за статтю | Медалі за статтю | Медалі за статтю | Медалі за статтю |
| ---------------- | ---------------- | ---------------- | ---------------- | ---------------- | ---------------- |
| Стать            | 1                | 2                | 3                | Загалом          | Відсоток         |
| жінки            | 20               | 15               | 16               | 51               | 56.0%            |
| Чоловіки         | 17               | 10               | 7                | 34               | 37.4%            |
| змішані          | 3                | 2                | 1                | 6                | 6.6%             |
| Загалом          | 40               | 27               | 24               | 91               | 100%             |

| Багаторазові медалісти | Багаторазові медалісти | Багаторазові медалісти | Багаторазові медалісти | Багаторазові медалісти | Багаторазові медалісти | Багаторазові медалісти |
| ---------------------- | ---------------------- | ---------------------- | ---------------------- | ---------------------- | ---------------------- | ---------------------- |
| Ім'я                   | Вид спорту             | 1                      | 2                      | 3                      | Загалом                |                        |
| Чжан Юйфей             | Плавання               | 0                      | 1                      | 5                      | 6                      |                        |
| Ян Цзюньсюань          | Плавання               | 0                      | 1                      | 3                      | 4                      |                        |
| Пань Чжаньле           | Плавання               | 2                      | 1                      | 0                      | 3                      |                        |
| Сунь Їнша              | Настільний теніс       | 2                      | 1                      | 0                      | 3                      |                        |
| Сюй Цзяюй              | Плавання               | 1                      | 2                      | 0                      | 3                      |                        |
| Цзоу Цзиньюань         | Гімнастика             | 1                      | 2                      | 0                      | 3                      |                        |
| Тан Цяньтін            | Плавання               | 0                      | 2                      | 1                      | 3                      |                        |
| Чжан Бохен             | Гімнастика             | 0                      | 2                      | 1                      | 3                      |                        |
| Шен Ліхао              | Стрільба               | 2                      | 0                      | 0                      | 2                      |                        |
| Цюань Хунчань          | Стрибки у воду         | 2                      | 0                      | 0                      | 2                      |                        |
| Чень Ївень             | Стрибки у воду         | 2                      | 0                      | 0                      | 2                      |                        |
| Фань Чженьдун          | Настільний теніс       | 2                      | 0                      | 0                      | 2                      |                        |
| Ван Чуцинь             | Настільний теніс       | 2                      | 0                      | 0                      | 2                      |                        |
| Чень Мен               | Настільний теніс       | 2                      | 0                      | 0                      | 2                      |                        |
| Ван Люї                | Артистичне плавання    | 2                      | 0                      | 0                      | 2                      |                        |
| Ван Цяньї              | Артистичне плавання    | 2                      | 0                      | 0                      | 2                      |                        |
| Хуан Ютін              | Стрільба               | 1                      | 1                      | 0                      | 2                      |                        |
| Цінь Хайян             | Плавання               | 1                      | 1                      | 0                      | 2                      |                        |
| Лю Ян                  | Гімнастика             | 1                      | 1                      | 0                      | 2                      |                        |
| Чень Юйсі              | Стрибки у воду         | 1                      | 1                      | 0                      | 2                      |                        |
| Ван Цзунюань           | Стрибки у воду         | 1                      | 1                      | 0                      | 2                      |                        |
| Чан Яні                | Стрибки у воду         | 1                      | 0                      | 1                      | 2                      |                        |
| Сяо Жотен              | Гімнастика             | 0                      | 1                      | 1                      | 2                      |                        |
| Юй Їтін                | Плавання               | 0                      | 0                      | 2                      | 2                      |                        |
| У Цінфен               | Плавання               | 0                      | 0                      | 2                      | 2                      |                        |

a  Спортсмени, які брали участь лише в попередніх запливах/забігах/заїздах.

## Спортсмени
| Вид спорту                      | Чоловіки | Жінки | Загалом |
| ------------------------------- | -------- | ----- | ------- |
| Стрільба з лука                 | 3        | 3     | 6       |
| Артистичне плавання             | 0        | 8     | 8       |
| Легка атлетика                  | 27       | 27    | 54      |
| Бадмінтон                       | 8        | 8     | 16      |
| Баскетбол                       | 4        | 16    | 20      |
| Бокс                            | 2        | 6     | 8       |
| Брейкданс                       | 1        | 2     | 3       |
| Веслування на байдарках і каное | 7        | 11    | 18      |
| Велоспорт                       | 5        | 8     | 13      |
| Стрибки у воду                  | 6        | 4     | 10      |
| Кінний спорт                    | 2        | 0     | 2       |
| Фехтування                      | 5        | 7     | 12      |
| Хокей на траві                  | 0        | 16    | 16      |
| Гольф                           | 2        | 2     | 4       |
| Гімнастика                      | 7        | 13    | 20      |
| Дзюдо                           | 0        | 6     | 6       |
| Сучасне п'ятиборство            | 2        | 1     | 3       |
| Академічне веслування           | 2        | 12    | 14      |
| Регбі-7                         | 0        | 12    | 12      |
| Вітрильний спорт                | 6        | 7     | 13      |
| Стрільба                        | 10       | 11    | 21      |
| Скейтбординг                    | 0        | 4     | 4       |
| Спортивне скелелазіння          | 3        | 4     | 7       |
| Серфінг                         | 0        | 1     | 1       |
| Плавання                        | 13       | 19    | 32      |
| Настільний теніс                | 3        | 3     | 6       |
| Тхеквондо                       | 2        | 4     | 6       |
| Теніс                           | 1        | 6     | 7       |
| Тріатлон                        | 0        | 1     | 1       |
| Волейбол                        | 0        | 14    | 14      |
| Водне поло                      | 0        | 13    | 13      |
| Важка атлетика                  | 3        | 3     | 6       |
| Боротьба                        | 7        | 5     | 12      |
| Загалом                         | 131      | 257   | 388     |